# Victor Saúde Maria
Victor Saúde Maria   (colònia de la Guinea Portuguesa, 27 d'abril de 1939 - Guinea Bissau, 25 d'octubre de 1999) va ser un polític de Guinea Bissau. Va ser el primer ministre d'afers exteriors del país (1974 - 1982) i després va passar a ser primer ministre del 14 de maig de 1982 fins al 10 de març de 1984, quan va fugir a Portugal després d'una lluita de poder amb el president João Bernardo Vieira.
Maria va tornar de l'exili a final de 1990 i va fundar el Partit Unit Social Democràtic (PUSD) el 1992. Es va postular per a president a les eleccions generals de Guinea Bissau de 1994 i va quedar setè amb el 2,07% dels vots. Va liderar el PUSD fins al seu assassinat el 1999.